# Hermann Wagner (Mediziner)
Hermann Wagner (* 13. Juni 1942 in Stettin) ist ein deutscher Gastroenterologe, Endokrinologe und Diabetologe und Professor für Innere Medizin an der Westfälischen Wilhelms-Universität in Münster.

## Leben
Wagner wuchs in Bielefeld auf und begann nach dem Abitur 1962 am dortigen mathematisch-naturwissenschaftlichen Helmholtz-Gymnasium das Studium der Humanmedizin an der Johannes-Gutenberg-Universität in Mainz. Er wechselte 1964 nach seinem Physikum an die Westfälische Wilhelms-Universität in Münster und legte dort 1967 das medizinische Staatsexamen ab. Gleichzeitig promovierte er zum Thema „Untersuchungen über die pharmakologische Beeinflussung des Bindegewebes – Überprüfung der Wirkung sog. Koronardilatatoren und Antirheumatika auf den Sulfomucopolysaccharid- und Proteinstoffwechsel und auf das Wachstum von Granulationsgewebe“.
Von Anfang 1968 bis Ende 1969 war Wagner Medizinalassistent an den Universitäten Münster und Ulm. In dieser Zeit absolvierte er einen sechsmonatigen Forschungsaufenthalt bei Ernst-Friedrich Pfeiffer (Endokrinologie und Stoffwechsel) an der Universität Ulm.
1970 wurde er wissenschaftlicher Assistent an der Klinik und Poliklinik für Innere Medizin (Direktor Werner Heinrich Hauss) an der Westfälischen Wilhelms-Universität in Münster. Bereits Ende 1969 begann er mit dem Aufbau und der Leitung des Hormonlaboratoriums der Medizinischen Klinik und Poliklinik sowie des gesamten Klinikums der Universität Münster bis Ende 1984.
1974 folgte seine Habilitation zum Thema „Endokrin-metabolische Störungen bei Arteriosklerose“ und seine Ernennung zum Privatdozenten. Im darauf folgenden Jahr wurde er zum Oberarzt der Klinik und Poliklinik für Innere Medizin und im Juni 1976 erhielt er seine Facharztanerkennung für Innere Medizin, die in den Jahren 1983 mit der Teilgebietsbezeichnung „Gastroenterologie“, 1984 mit der Teilgebietsbezeichnung „Endokrinologie“ und 1997 mit der Bezeichnung Diabetologe DDG (Deutsche Diabetes Gesellschaft) noch ergänzt wurde.
1977 wurde er zum außerplanmäßigen Professor für Innere Medizin an der Westfälischen Wilhelms-Universität in Münster berufen. Zwei Jahre später wurde er zum leitenden Oberarzt der Klinik und Poliklinik für Innere Medizin (Abteilung B) und im Mai 1982 erhielt er den Ruf auf die C3-Professur auf Lebenszeit (Endokrinologie und Stoffwechselkrankheiten) an der Klinik und Poliklinik für Innere Medizin (Abteilung B) an der Westfälischen Wilhelms-Universität in Münster, den Wagner noch im selben Jahr ablehnte.
1983 bis 2007 war er Chefarzt der Medizinischen Klinik I (Gastroenterologie, Endokrinologie, Stoffwechselkrankheiten, Onkologie und Hämatologie, Infektionskrankheiten) und Leiter des klinisch-chemischen Labors des Klinikums Weiden in der Oberpfalz (Lehrkrankenhaus der Universität Regensburg).

## Wirken

### Aktivitäten
Wagner organisierte und leitete 30 ärztliche Fortbildungssymposien und hielt ca. 100 wissenschaftliche Vorträge.
Er hielt ca. 100 Fortbildungsvorträge vor Ärzten u. a. bei Veranstaltungen des Berufsverbandes Deutscher Internisten (BDI) in Ischia, Teneriffa, Pörtschach, Bad Kleinkirchheim und Meran.
Von 1986 bis 1997 organisierte und leitete er regelmäßig die jährlichen Weidener Gesundheitswochen, die er 1997 bis 2007 durch die Weidener Diabetiker Tage ersetzte, deren Organisation und Leitung er weiterhin übernahm.

### Gremien
1972 bis 1975 war er Sekretär der Anglo-German Medical Society.
1985 bis 2015 war er Prüfer für Fachärzte in Innerer Medizin sowie Vorsitzender der Prüfungsgremien sämtlicher Facharztrichtungen der Bayerischen Landesärztekammer in München.

### Engagements
1994 bis 1999 gründete er den „Förderverein der ambulanten und klinischen Krebsbehandlung“ am Klinikum Weiden in der Oberpfalz (heute: „Förderverein für Schwerkranke“ am Klinikum Weiden) und übernahm dabei den 1. Vorsitz.
Er ist oder war Mitglied in den folgenden Gesellschaften: Berufsverband Deutscher Internisten (BDI), Deutsche Gesellschaft für Verdauungs- und Stoffwechselkrankheiten, Deutsche Gesellschaft für Gerontologie, Deutsche Gesellschaft für Rheumatologie, Deutsche Gesellschaft für Endokrinologie, Deutsche Diabetes Gesellschaft, Deutschen Arbeitsgruppe für Bindegewebsforschung und Deutsch-Englische Ärztevereinigung (Anglo-German Medical Society).

## Trivia
1989 war er Gründungspräsident des Golfclubs Schwanhof, Weiden in der Oberpfalz.
Des Weiteren war er Gründungsbeauftragter von Rotary für die Gründung eines Rotaryclubs mit Damen, die 2009 in der Gründung des RC Weiden-Max Reger (Charter 2010) resultierte.

## Publikationen
Wagner war Autor und Koautor von 50 Übersichtsarbeiten in Zeitschriften und Fachbüchern, die teilweise in mehreren Auflagen und neben Deutsch auch in Französisch und Italienisch veröffentlicht wurden.
Ein „Standardwerk“ für Pflegeberufe ist sein Fachbuch „Innere Medizin für Pflegeberufe“ , Thieme Verlag, Stuttgart, das er in Zusammenarbeit mit Ulrich Gerlach und Wilhelm Wirth 1981 erstmals publiziert hat. Die 8. Auflage des Buches erschien 2015 im Thieme Verlag, Stuttgart und die französische Auflage 2001 im Maloine Verlag, Paris.
Eins der wenigen Lehrbücher für Innere Medizin speziell für Zahnmediziner, „Innere Medizin für Zahnmediziner“, 1. Auflage 1997 mit Norbert van Husen und 2. Auflage 2011 mit Michael Fischereder erschienen im Thieme Verlag, Stuttgart. 1998 erschien die italienische Auflage im Micarelli Editore Verlag, Rom.
2013 erschien mit Wagner als Leiter des Fachbeirates „Netters Innere Medizin“ als 2. Auflage beim Thieme Verlag, Stuttgart.
Wagner war des Weiteren Autor und Koautor von 200 Originalarbeiten (u. a. erschienen in Fachzeitschriften wie Metabolism, Hormone and Metabolic Research, Klinische Wochenschrift, Deutsche Medizinische Wochenschrift, Münchner Medizinische Wochenschrift, Journal of Clinical Chemistry and Clinical Biochemistry, Medizinische Welt, Zeitschrift für Rheumatologie, Arzneimittelforschung).

## Bücher
- Endokrin-metabolische Störungen bei Arteriosklerose. G. Fischer Verlag, Stuttgart 1975 (Habilitationsschrift)
- Innere Medizin für Pflegeberufe. von Ulrich Gerlach, Norbert van Husen, Hermann Wagner, Wilhelm Wirth; Thieme Verlag, Stuttgart 1981 (1. Auflage). Neueste Auflage: von Ulrich Gerlach, Hermann Wagner, Wilhelm Wirth; Thieme Verlag, Stuttgart 2015 (8. Auflage), ISBN 978-3-13-593008-4.
- Diagnostik und Therapie von Schilddrüsenkrankheiten. von Henning Vosberg, Hermann Wagner, Edition Medizin, VCH Verlagsgesellschaft, Weinheim 1985 (1. Auflage). Neueste Auflage: Schilddrüse konkret – Rationelle Diagnostik und Therapie von Schilddrüsenkrankheiten. von Alexander Horn, Henning Vosberg, Hermann Wagner; Thieme Verlag, Stuttgart 1999 (3. Auflage), ISBN 3-13-740002-3.
- Innere Medizin für Zahnmediziner. von Hermann Wagner, Norbert van Husen; Thieme Verlag, Stuttgart 1997 (1. Auflage). Neueste Auflage: von Hermann Wagner, Michael Fischereder; Thieme Verlag, Stuttgart 2012 (2. Auflage), ISBN 978-3-13-103482-3.
- Netters Innere Medizin. Thieme Verlag, Stuttgart 2000 (1. Auflage). Neueste Auflage: Thieme Verlag, Stuttgart 2014 (2. Auflage), ISBN 978-3-13-123962-4.
- Klinik- und Praxisführer Zahnmedizin. Hrsg. Ott/Vollmer/Krug, Thieme Verlag 2002, ISBN 3-13-131781-7.